# Sizzonen

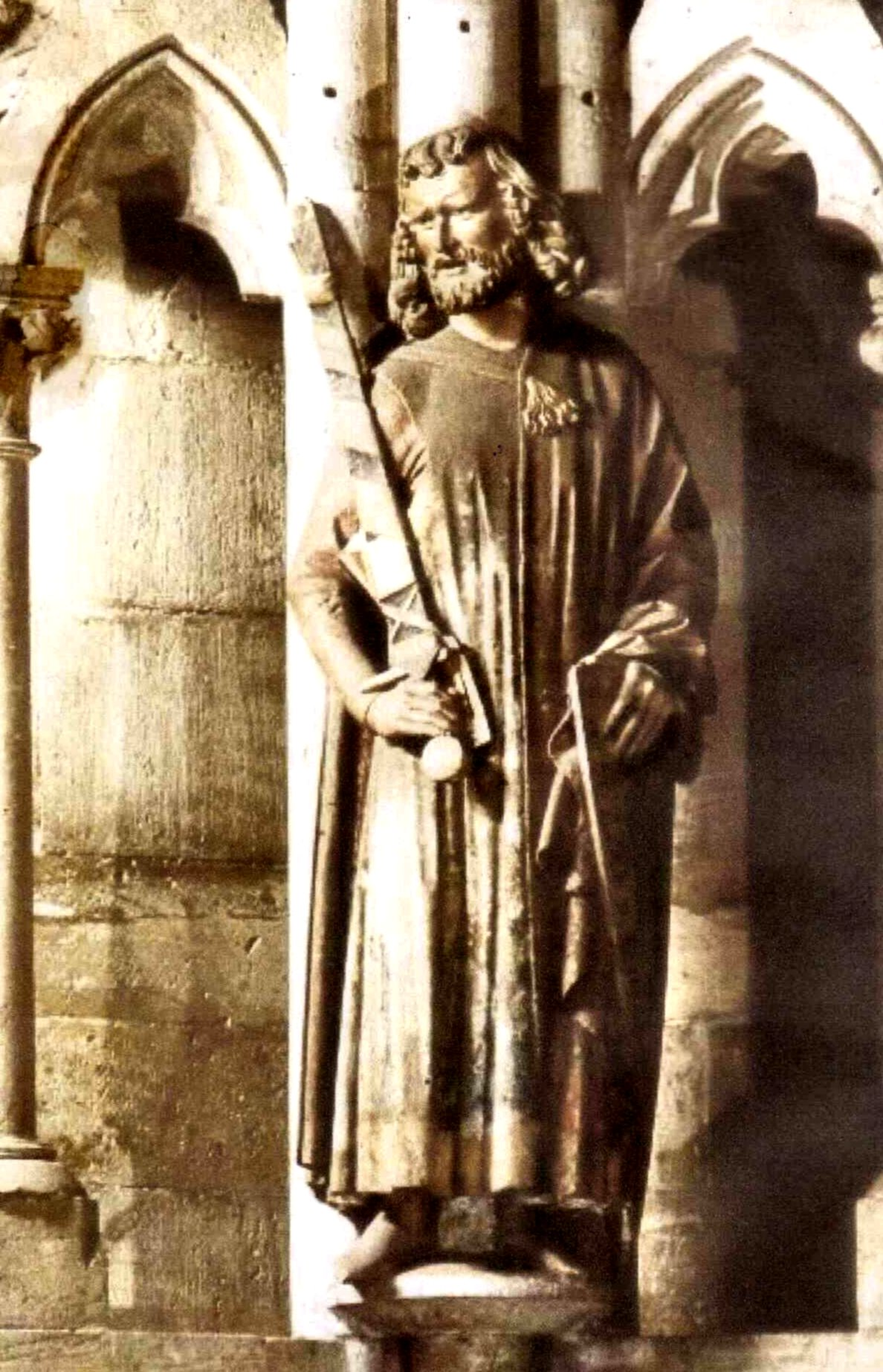
Sizzo (Syzzo), Stifterfigur am Naumburger Dom

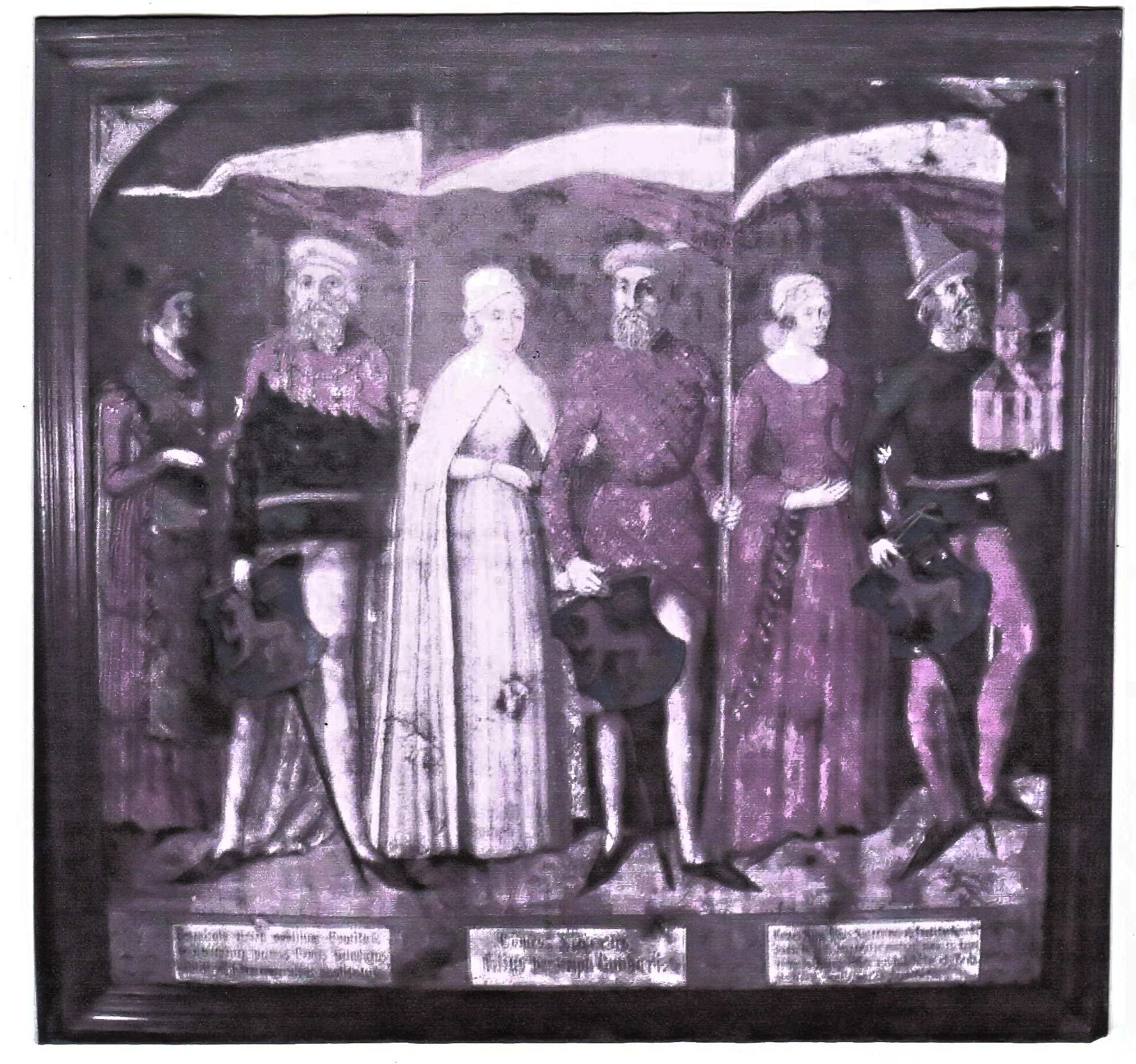
Käfernburger Gemälde mit Gundar, Sigerius und Sizzo

Die Sizzonen waren ein thüringisches Adelsgeschlecht, deren Familienname sich vom häufig wiederkehrenden Namen Sizzo ableitet. Die Kevernburger und Schwarzburger gingen aus den Sizzonen hervor und wahrscheinlich auch die Beichlinger.

## Geschichte
Bei den Anfängen der Familie bleibt vieles im Dunkeln. Die Sizzonen waren eine „ursprünglich thüringische Adelsfamilie“ (Immo Eberl). Die zu lesende Behauptung von Hans Patze und anderen Autoren, das Geschlecht sei aus Franken stammend, ist problematisch. Papst Gregor II.  äußerte schriftlich, Edle in Thüringen wurden zum Christentum bekehrt. Dies lässt den Schluss zu, dass die Sizzonen keine fremden (fränkischen) Grafen waren. Gregor II. nannte 722 in einem Schreiben für den Missionar Bonifatius einen Gundhareus (Gundar). Die Verbreitung des christlichen Glaubens sollte unterstützt werden. Mitglieder des Hauses Kevernburg-Schwarzburg führten oftmals den Leitnamen Günther. Eine Verwandtschaft mit Gundhareus ist dennoch wenig wahrscheinlich, auch wenn im Schrifttum diese des Öfteren unterstellt wird. Das Geschlecht übte spätestens ab 1108 auf Reichsgut im Längwitzgau gräfliche Rechte aus und hatte in Thüringen zwischen Gotha und der Saale umfangreichen Besitz. Die Sizzonen bezeichneten sich 1029 als Grafen von Kevernburg, ab 1123 als Grafen von Schwarzburg, ab 1143 als Grafen von Kranichfeld und ab 1160 als Grafen von Rabenswald. 

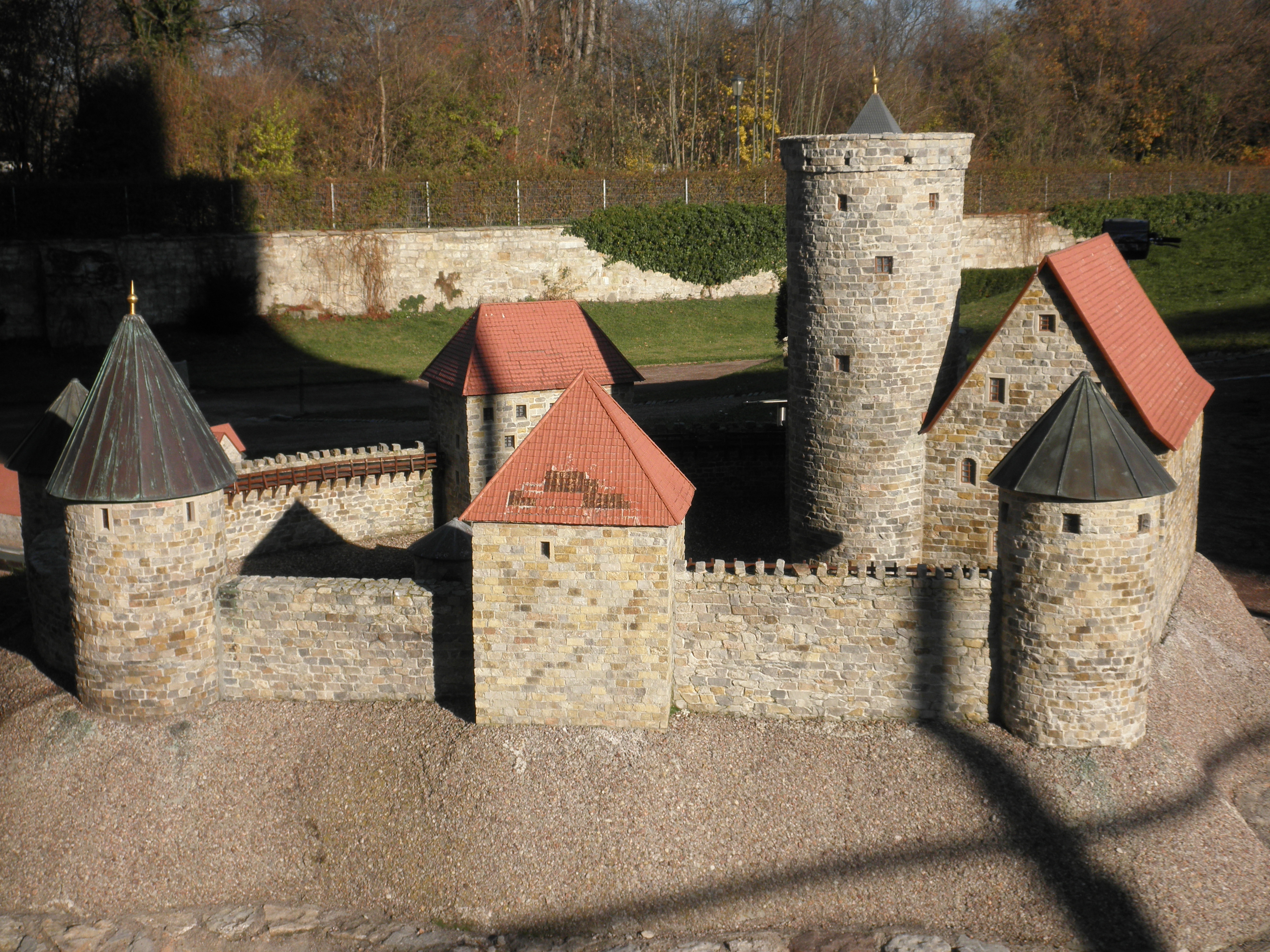
Modell der Käfernburg bei Arnstadt

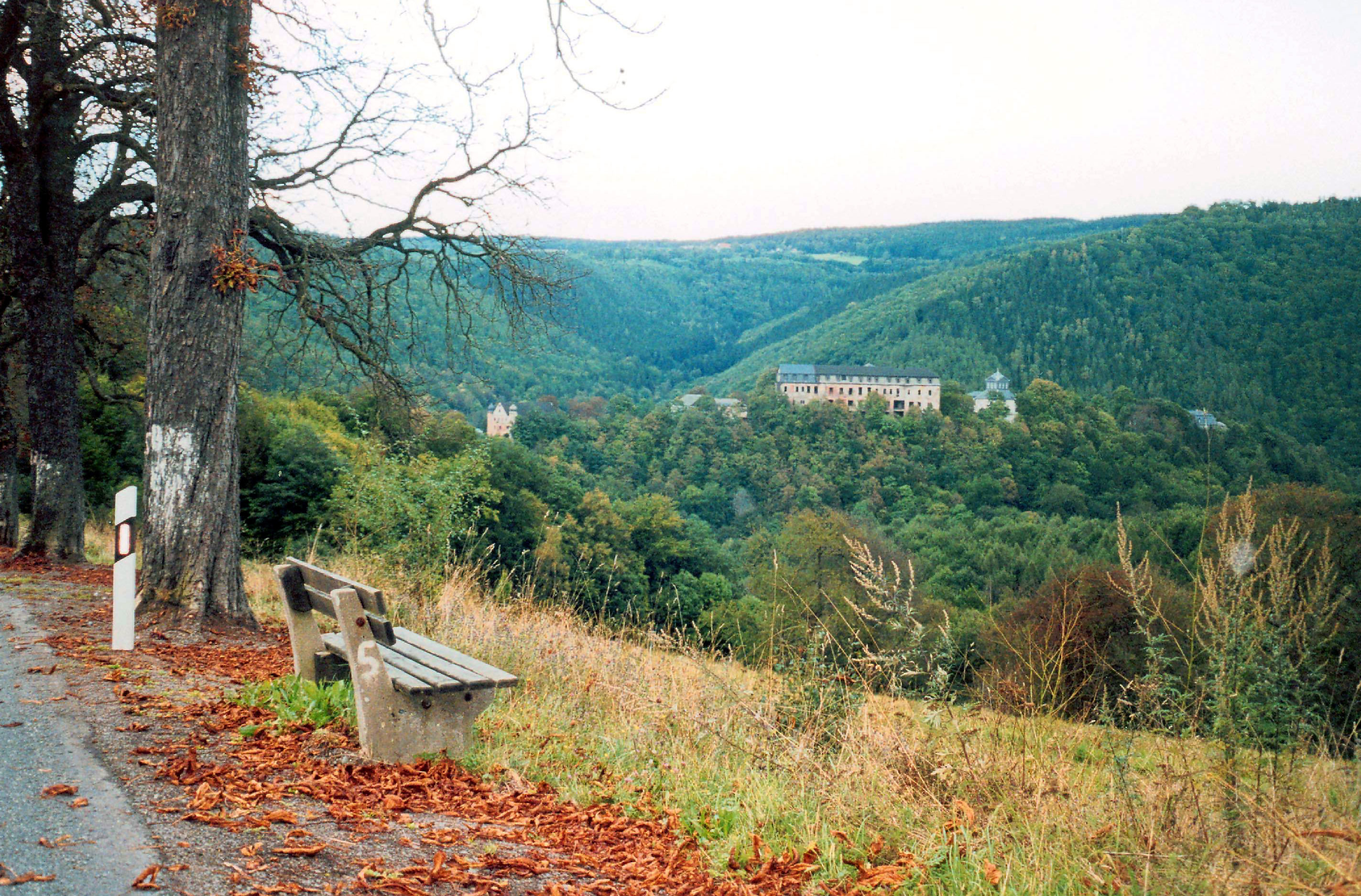
Die Schwarzburg

Sizzo I. lebte um 1000, und Gunther der Eremit war, so die Familiengeschichte, möglicherweise ein Verwandter. Der Geschlechtsname Günthers wurde nicht genannt, und der Heilige wurde nur als Edler Thüringens bezeichnet. Er machte dem Kloster Göllingen um 1005 umfangreiche Schenkungen. Als Nachfahre Sizzos I. wird Sizzo II. gesehen. Über dessen wahrscheinlichen Sohn Günther I. hat man bereits etwas zuverlässigere Informationen. Seine Regentschaft war Ende des 11. und Anfang des 12. Jahrhunderts. Dessen vermutlicher Sohn Sizzo III. (* um 1093; † 1160) wird in Urkunden mehrfach genannt und ist als Person eindeutig bestimmt. Er ist der Stammvater des Hauses Kevernburg-Schwarzburg und gründete um 1142 das Kloster Georgenthal  und war Schirmvogt vom Kloster Paulinzella (1133–1153). Sizzo III. folgten seine Söhne Günther II. und Heinrich I. Die Besitzungen Sizzos III. waren weit zerstreut in Thüringen. Die Grafschaft Schwarzburg vergrößerte sich später durch Erwerbungen stets, die Grafschaft Kevernburg wurde infolge von Besitzteilungen immer unbedeutender. Günther II. war Eigentümer der Kevernburg (heute Käfernburg), Heinrich I. besaß die Schwarzburg. Nachdem Heinrich I. starb, erbte Günther II. die Schwarzburg. Die Schwarzburg erhielt dann sein Sohn Heinrich II. († 1236), der die Linie Schwarzburg  begründete. Seit Heinrich II. kann von einer eigenständigen schwarzburgischen Geschichte gesprochen werden. Die Linie Kevernburg  erlosch bereits 1385.
Auch ein nicht näher bekannter Graf Günther, der Mechthilde heiratete, die Tochter der Kunigunde von Weimar-Orlamünde († um 1117) und des Rurikiden-Fürsten Jaropolk († um 1087), wird der Familie der Sizzonen bzw. Kevernburger zugerechnet. Mechthilde erbte von ihrer Mutter die Grafschaft Beichlingen, die an ihren vermuteten Sohn Friedrich von Beichlingen fiel, der mit seiner Gemahlin Hilenburg, einer Tochter des Grafen Ernst von Gleichen, die Familie der Grafen von Beichlingen begründete.
Im Käfernburger Gemälde aus dem Ende des 15. Jahrhunderts werden die Grafen Gundar, Sigerius und Sizzo (auch Sigehardus) dargestellt. Die abgebildeten Persönlichkeiten gelten als Vorfahren des Hauses Kevernburg-Schwarzburg. Die Dargestellten wurden am Gemälde selbst nachträglich namentlich und von den Verwandtschaftsbeziehungen her konkretisiert. Am Bilde selbst ist zu lesen, es handle sich um Vater, Sohn und Enkel. Die Grafen lebten somit im 10. und 11. Jahrhundert. Eine alternative Gelehrtenmeinung ist, Gundar sei identisch mit dem Gundhareus, der im Schreiben von Papst Gregor II. 722 erwähnt wurde. Dies stünde dann im Widerspruch zu den Bildbeschriftungen. Sizzo wurde als Stifter des Naumburger Doms bezeichnet. Darauf weist im Gemälde ein Kirchenmodell in der linken Hand des Grafen hin. Ein Graf namens Sizzo (Syzzo) ist ebenso als eine der Naumburger Stifterfiguren am Dom zu finden.  Die Figuren wurden um 1250 geschaffen.
Der Ortsname Sitzendorf (bei Schwarzburg) wird von dem Familiennamen abgeleitet.

## Vertreter
Hinsichtlich der Geschichte der Sizzonen herrscht viel Unklarheit. Folgende Personen sind gesicherte respektive vermutete Familienmitglieder:
- Gunther der Eremit (* um 955, † 1045)[8][9]
- Sizzo I. († vor 1005)[10]
- Sizzo II. († 1075)[11]
- Günther I. (* um 1060; † 1109)[12]
- Sizzo III. von Schwarzburg-Käfernburg (* um 1093; † 1160)[13], Stammvater von Kevernburg-Schwarzburg
- Günther II. von Schwarzburg-Käfernburg (* zwischen 1129 und 1135; † 1197)[14], Sohn von Sizzo III.
- Heinrich I. (* um 1130; † 1184), Sohn von Sizzo III.